# Марлинский (посёлок)
Марлинский — бывший посёлок, находившийся на месте Олимпийского парка в Сочи в Имеретинской низменности. Был образован казаками-некрасовцами  в 1911 году.

## История
Спасаясь от религиозных преследований, некрасовцы в XVIII веке ушли с территории России в Турцию. Когда гонения начались и там, они направили в 1909 году ходоков к царю Николаю II, который помог им вернуться в Россию. Первым местом их поселения стал Сочинский округ Черноморской губернии — имевший схожие климатические условия с местом прежнего проживания староверов.
В течение 1908—1909 годов переселенческое управление подобрало староверам несколько участков земли, которые были осмотрены ходоками-некрасовцами под руководством старосты Моисеева. Один участок в местечке Гуарек (близ села Лазаревское) некрасовцы забраковали, остальные — в Матросской Щели (близ Головинки), в Бабук-Ауле и Имеретинской бухте — одобрили. Партия переселенцев-некрасовцев появилась на Дагомысском рейде 27 мая 1911 года — старообрядцы прибыли в количестве 616 человек (из них 306 лиц мужского пола) с берегов Мраморного моря — из местечка Хамидие Бурского вилайета Турции.
Переселенцы временно были устроены в селе Волковка, а затем первая группа из ста человек отправилась в Бабук-Аул, где ими было образовано поселение, названное в честь легендарного атамана — Некрасовка. Другая группа поселились на участке в 223 десятины в Матросской Щели, назвав деревню в память о своем вожаке — Игнатьевка. Остальные 36 семей старообрядцев поселились на участке Имеретинской бухты, площадью в 147 десятин удобной земли, где был создан посёлок Марлинский (позднее стал называться Имеретинская бухта). Ни одно из собственных наименований староверческих поселков не прижилось, так как большинство сочинских некрасовцев в середине 1920-х годов переселились в Донскую область.
На 1 января 1915 года в Имеретинской бухте проживало 42 семьи (208 человек: 105 мужчин и 103 женщины). В поселке некрасовцы открыли молитвенный дом Покрова Пресвятой Богородицы, который действовал до конца 1920-х годов.
В годы СССР староверы-некрасовцы создали в Имеретинке колхоз имени VII Съезда Советов и занимались преимущественно сельским хозяйством и рыболовством. В течение 1925—1926 годов старообрядцы из Бабук-Аула, Матросской Щели и часть из Имеретинской бухты переселялись в Мечётинский район Донского округа. По переписи 1926 года в Имеретинской бухте проживало 202 старовера (53 хозяйства). К концу 1926 году сочинские староверы остались лишь в Имеретинской бухте.

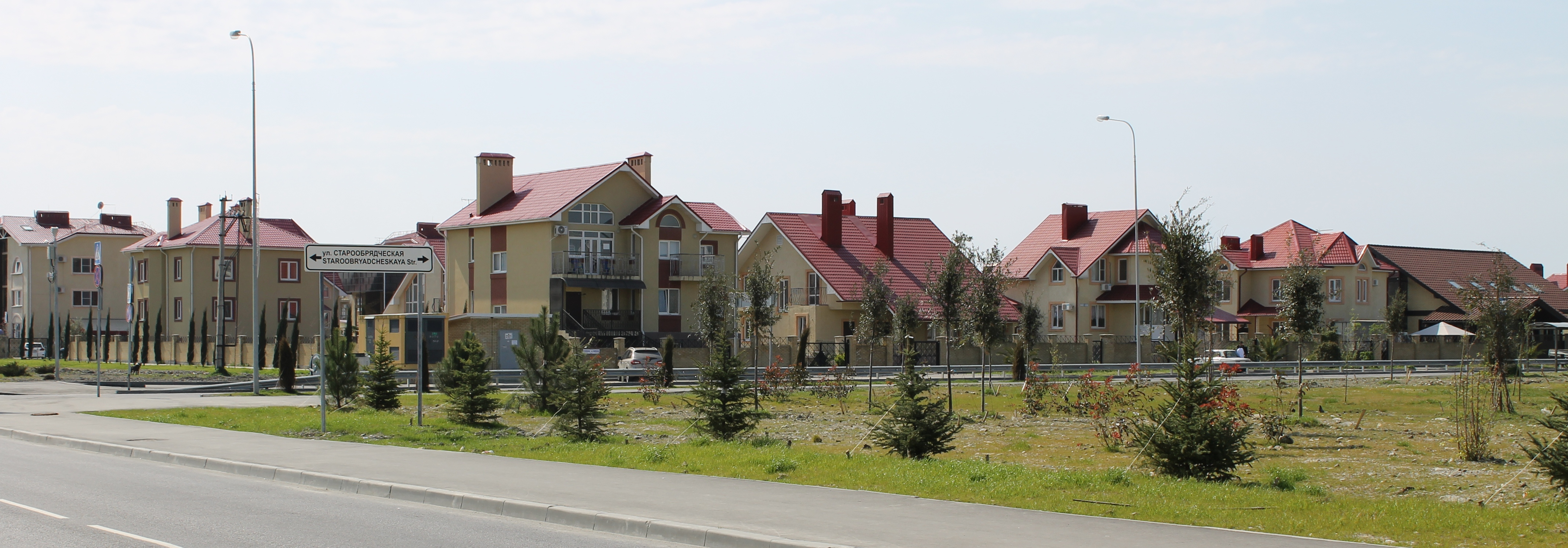
Посёлок Некрасовское в Имеретинской низменности, март 2014 года.

В 2011 году бо́льшая часть населения посёлка была переселена во вновь созданный коттеджный посёлок Некрасовское на территории Имеретинской низменности, так как их дома и земельные участки были изъяты под олимпийские нужды.
Географически на месте бывшего посёлка Марлинский расположен олимпийский стадион «Фишт», рядом с посёлком находилось действующее кладбище, ныне в Олимпийском парке сохранённое.